# Sofia Nikitchouk
Sofia Nikitchouk (en russe: София Никитчук), née le 20 octobre 1993 à Snejinsk en Russie, est un mannequin russe couronnée Miss Russie 2015.